# Федір Любартович
Фе́дір Лю́бартович, або Федюшко Лю́бартович (бл.1351 — серпень 1431) — князь волинський (1383—1387), володимирський (1387—1393), сіверський (1393—1405), жидачівський(?) (бл. 1405—1431), луцький (1431). Син Дмитра-Любарта. Кузин короля Владислава II Ягайла. Русинізований Гедимінович. 

## Життєпис
Син князя Дмитра-Любарта Гедиміновича та його дружини — ростовської княжни Ольги-Агафії Костянтинівни.
Після смерті батька (бл.1384) успадкував Луцьку й Володимирську землі. У 1386 році Владислав II Ягайло відібрав у Федора Любартовича частину князівства з Луцьком й обмежив його владні прерогативи, вивівши з-під юрисдикції Федора Любартовича князя Федора Острозького.
Як князь володимирський Федір Любартович з братами Лазарем, Семеном та матір'ю Ольгою для цілковитого забезпечення цього надання мали підтвердити привілей від 4 листопада 1386 року короля Ягайла (підтвердили цього дня Ягайло та Вітовт) для князя Федора Даниловича, за яким він отримував дідичним правом Острог та інші володіння.
В 1386 році перебував у Кракові, пішов «у заручники» як гарант зобовязань Ягайла Польщі; був звільнений 22 травня 1386 року в Сандомирі, повернувся на Волинь. 1387 року втратив Луцьке князівство, залишився князем тільки у Володимирі. 1393 року Федір Любартович був остаточно позбавлений Ягайлом спадкових володінь — Володимира, отримавши натомість Сіверську землю, де, видається, поставив брата Івана. Очевидно, так і не скористався з цього надання. Деякий час перебував разом зі Свидригайлом в Угорщині у 1397—1398 роках. Після повернення завдяки симпатії до нього короля (звав його «Федюшко»), бл. 1400 року отримав у державлення Жидачів з околицями (землі Стрийську та Жидачівську), який раніше належав князю Федору Ольгердовичу. Брав участь у Грюнвальдській битві, перебував біля короля. Королівський документ 1423 року називає його князем володимирським і стрийським. У липні 1431 року під час війни зі Свидригайлом король повернув Володимир на Волині.
Король Ягайло називав його братом (лат. frater carissimus).
Мав резиденцію в Жидачеві.
Заснував монастир в Уневі.